# FFBフィールド
FFBフィールド(英：Football Federation of Belize Field)あるいはFFBスタジアムはベリーズの首都、ベルモパンにあるサッカー専用スタジアム。サッカーベリーズ代表のホームスタジアムである。
2014年の4月から７月に、CONCACAFチャンピオンズリーグ2014-15に向けてFIFA基準、CONCACAF基準を満たすための改修工事が行われた。主な内容は
- 1100 - 1400ルクスの照明を新設
- ロッカールームの改修
- 既存のスタジアムの補強

などである。しかし工事が遅れ、大会までに改修工事を終了させることはできなかった。